# Ла Кооператива (Модена)
Ла Кооператива је насеље у Италији у округу Модена, региону Емилија-Ромања.
Према процени из 2011. у насељу је живело 50 становника. Насеље се налази на надморској висини од 736 м.